# Taomyia mauritiana
Taomyia mauritiana är en tvåvingeart som beskrevs av Albany Hancock 1991. Taomyia mauritiana ingår i släktet Taomyia och familjen borrflugor.
Artens utbredningsområde är Mauritius. Inga underarter finns listade i Catalogue of Life.